# Stipagrostis xylosa
Stipagrostis xylosa là một loài thực vật có hoa trong họ Hòa thảo. Loài này được Cope miêu tả khoa học đầu tiên năm 1992.